# Estación de Cumbres Mayores
Cumbres Mayores es un apartadero ferroviario situado en el municipio español de Cumbres Mayores, en la provincia de Huelva, comunidad autónoma de Andalucía. Cuenta con servicios limitados de Media Distancia.

## Situación ferroviaria
Las instalaciones se encuentran ubicadas en el punto kilométrico 63,0 de la línea férrea de ancho ibérico que une Zafra con Huelva, a 595 metros de altitud sobre el nivel del mar, entre las estaciones de Fregenal de la Sierra y de Jabugo-Galaroza. El tramo es de vía única y está sin electrificar. 

## Historia
La estación fue abierta al tráfico el 1 de enero de 1889, con la apertura del tramo Zafra-Valdelamusa de la línea férrea que unía Zafra con Huelva. Las obras corrieron a cargo de la Zafra-Huelva Company. Esta modesta compañía de capital inglés mantuvo la explotación del recinto hasta la nacionalización del ferrocarril en España y la creación de RENFE en 1941. Desde el 31 de diciembre de 2004 Renfe Operadora explota la línea mientras que Adif es la titular de las instalaciones ferroviarias. 

## La estación
Se encuentra al sureste del núcleo urbano, alejado del mismo. No conserva su edificio para viajeros original ya que este se encuentra en ruinas y fue sustituido por nuevas instalaciones que se componen de un pequeño recinto de planta baja y de un refugio. Dispone de dos andenes, uno lateral y otro central al que acceden dos vías.

## Servicios ferroviarios

### Media Distancia
En esta estación efectúan parada los fines de semana los servicios de Media Distancia de la línea 73 de Media Distancia de Renfe y que tienen como principales destinos las ciudades de Huelva y  Zafra. Este MD permite hacer trasbordo en Zafra y alcanzar destinos como Mérida, Cáceres, Plasencia, Talavera de la Reina y Madrid. 
| Línea MD | Trenes | Origen/Destino |  | Destino/Origen      |
| -------- | ------ | -------------- |  | ------------------- |
| 73       | MD     | Huelva         |  | Zafra Madrid-Atocha |